# Pavel Osipovič Suchoj
Pavel Osipovič Suchoj, traslitterato anche come Pavel Osipovich Sukhoi (in russo Па́вел О́сипович Сухо́й?; Glubokoe, 22 luglio 1895, 10 luglio del calendario giuliano – Mosca, 15 settembre 1975), è stato un ingegnere aeronautico sovietico.

## Biografia
Suchoj nacque in un villaggio vicino a Vicebsk, in Bielorussia. Compì i primi studi dal 1905 al 1914 al ginnasio di Homel'. Nel 1915 si iscrisse alla Scuola tecnica imperiale. Dopo la fine della prima guerra mondiale fu chiamato alla leva militare nell'esercito e nel 1920 fu congedato a causa di problemi di salute. Tornò quindi agli studi e nel 1925, con relatore Andrej Tupolev, si laureò con una tesi dal titolo Un aereo monomotore da 300 cv.
A marzo dello stesso anno cominciò a lavorare come ingegnere all'Istituto centrale di aeroidrodinamica. Durante gli anni seguenti Suchoj disegnò e costruì aeroplani famosi in tutto il mondo.
Nel settembre del 1939 gli fu affidato un ufficio tecnico, l'OKB Suchoj, al quale dedicò tutta la vita.
In riconoscimento alla sua carriera, il 25 dicembre del 1975, dieci giorni dopo la morte, fu insignito del Premio di Stato dell'URSS alla memoria.